# От другата страна
„От другата страна“ (на английски: The Departed) е американски филм, криминален трилър, от 2006 година на режисьора Мартин Скорсезе.

## Сюжет
Филмът е римейк на хонконгския филм от 2002 година „Пъклени дела“ (無間道), като сценарият е преработен от Уилям Монахан. В центъра на сюжета са полицейската служба и голяма престъпна групировка, като и в двете организации е внедрен агент под прикритие на другата страна и те се опитват да го разкрият. Главните роли се изпълняват от Леонардо ди Каприо, Мат Деймън, Джак Никълсън и Марк Уолбърг.

## В ролите
| Изпълнител         | Роля                |
| ------------------ | ------------------- |
| Леонардо ди Каприо | Били Костигън       |
| Мат Деймън         | Колин Съливан       |
| Джак Никълсън      | Франк Костело       |
| Марк Уолбърг       | Шон Дигнам          |
| Мартин Шийн        | Оливър Куинан       |
| Вера Фармига       | Медолин Мейдън      |
| Алек Болдуин       | Джордж Елерби       |
| Рей Уинстън        | Арнолд Френч        |
| Антъни Андерсън    | Браун               |
| Робърт Уолбърг     | Лацио, агент на ФБР |

## Награди и номинации
„От другата страна“ получава четири награди „Оскар“ – за най-добър филм, за най-добра режисура, за най-добър адаптиран сценарий и за най-добър монтаж, както и наградата „Златен глобус“ за най-добра режисура.

## Български дублаж
| Озвучаващи артисти  | Елена Русалиева Любомир Младенов Силви Стоицов Виктор Танев Христо Узунов |
| Преводач            | Пламен Узунов                                                             |
| Тонрежисьор         | Емил Енев                                                                 |
| Режисьор на дублажа | Милена Манчева                                                            |